# 647
567 foi um ano comum do século VII que teve início e terminou a uma segunda-feira, segundo o Calendário Juliano. A sua letra dominical foi G. Segundo o horóscopo chinês, foi o ano da Cabra.
| Ano completo                         |
| ------------------------------------ |
| Ano comum com início à segunda-feira |

## Eventos
- Sigeberto III caso com Himnechilde da Borgonha.
- Grimoaldo ascende ao trono do Ducado de Benevento.